# DirectDraw Surface
Direct Draw Surface (DDS) ist ein von Microsoft eingeführtes Dateiformat (Endung .dds) zur Optimierung und Speicherung von Texturen bzw. Cube Maps oder Mipmaps, das erstmals in DirectX 7.0 vorgestellt wurde.